# Malalai Kakar
Malalai Kakar (in pashtu:ملالۍ کاکړ) (Afganistan, 1967 – 28 settembre 2008) è stata una poliziotta afghana.

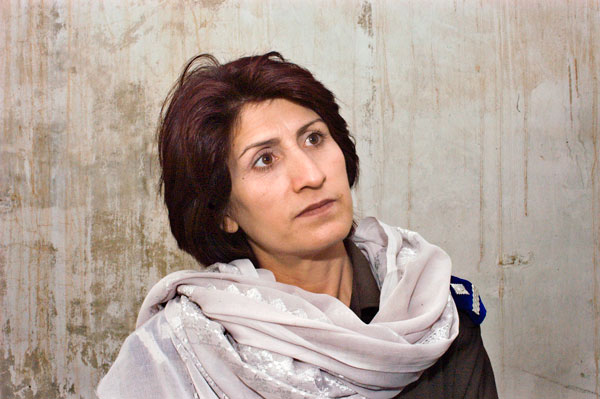
Malalai Kakar nel 2004

È stata la prima donna afgana ad essersi diplomata all'accademia di polizia e la prima donna dirigente del dipartimento dei crimini contro le donne della polizia di Kandahar.

## Biografia
Malalai Kakar entrò in polizia nel 1982, seguendo le orme del padre e dei fratelli. Nel 1996, quando i talebani presero il potere nel paese vietando alle donne di lavorare in polizia, fuggì come profuga in Pakistan. Durante l'esilio incontrò il suo futuro marito, che lavorava come impiegato delle Nazioni Unite, e dal loro matrimonio nacquero sei figli.
Dopo la caduta dei talebani tornò a Kandahar dove riprese il suo lavoro come poliziotta, fino a diventare tenente colonnello, comandante del dipartimento dei crimini contro le donne della città e una delle poliziotte più famose dell'Afghanistan.
In un documentario del 2005 incentrato sul suo lavoro Kakar spiegò l'importanza della presenza di donne in polizia e nei servizi pubblici in un paese, come l'Afghanistan, in cui alle donne era vietato avere contatti con uomini al di fuori della propria famiglia. La presenza di donne in polizia era vitale in particolare per raccogliere le denunce di violenza domestica, ma anche per poter perquisire locali e abitazioni dove si trovavano delle donne o per verificare che delle donne non avessero addosso armi o beni di contrabbando durante i controlli ai posti di blocco.

## Morte
Malalai Kakar venne uccisa dai talebani, che in seguito ne rivendicarono l'assassinio, mentre usciva di casa nella mattinata del 28 settembre 2008. Nell'attentato anche uno dei suoi figli rimase gravemente ferito.
In un’intervista alla rivista Marie Claire di qualche tempo prima Kakar aveva raccontato di ricevere spesso minacce di morte da parte dei talebani per il suo lavoro e di indossare spesso il burqa durante il lavoro sul campo per nascondere la propria identità.
Negli anni intorno al 2010 le donne poliziotte sono state spesso oggetto di minacce e attentati da parte dei talebani, ma anche di molestie da parte degli stessi colleghi uomini. Islam Bibi, ispettrice di polizia della provincia di Helmand, venne uccisa in un attentato nel luglio 2013. Il tenente Negar, che prese il suo posto, morì in seguito ad un colpo di arma da fuoco nel settembre dello stesso anno.